# Narodowy Komitet Olimpijski Arabii Saudyjskiej
Narodowy Komitet Olimpijski Arabii Saudyjskiej – stowarzyszenie związków i organizacji sportowych z siedzibą w Rijadzie, zajmujące się organizacją udziału reprezentacji Arabii Saudyjskiej w igrzyskach olimpijskich oraz upowszechnianiem idei olimpijskiej i promocją sportu, a także reprezentowaniem saudyjskiego sportu w organizacjach międzynarodowych, w tym w Międzynarodowym Komitecie Olimpijskim.